# Parafia św. Michała Archanioła w Jastrowiu
Parafia pw. św. Michała Archanioła w Jastrowiu – parafia należąca do dekanatu Jastrowie, diecezji koszalińsko-kołobrzeskiej, metropolii szczecińsko-kamieńskiej. Została utworzona w 1619 roku. Siedziba parafii mieści się przy ulicy Poznańskiej.

## Miejsca święte

### Kościół parafialny
Kościół pw. św. Michała Archanioła w Jastrowiu
Kościół parafialny został zbudowany w 1913 w stylu neobarokowym.

### Kościoły filialne i kaplice
- Kościół pw. Przemienienia Pańskiego w Samborsku
- Kaplica w domu Sióstr Opatrzności Bożej w Jastrowiu

## Duszpasterze

### Proboszczowie
- ks. Marcin Łochocki (1945-1949),
- ks. Ryszard Mebel (1961-1982),
- ks. Jerzy Lubiński (1983-1991),
- ks. Mateusz Krzywicki (1991-2003),
- ks. Kazimierz Serafin (2003-2015),
- ks. dr Andrzej Wachowicz (od 1 sierpnia 2015)[1].